# دنیل لادینسکی
دنیل لادینسکی (انگلیسی: Daniel Ladinsky؛ زادهٔ ۱ ژانویهٔ ۱۹۴۸) شاعر و مفسر شعر عرفانی اهل ایالات متحده آمریکا است. او چهار کتاب بر اساس اشعار حافظ نوشته‌است.